# Ореміф
Оремі́ф (рос. Оремиф) — село у складі Ніколаєвського району Хабаровського краю, Росія. Адміністративний центр Ореміфського сільського поселення.

## Населення
Населення — 262 особи (2010; 327 у 2002).
Національний склад (станом на 2002 рік):
- росіяни — 78 %